# 912
Раннє Середньовіччя •  Епоха вікінгів •  Золота доба ісламу •  Реконкіста

## Геополітична ситуація
У Візантії завершилося правління Лева VI, розпочалося правління Александра. На підконтрольних франкам теренах існують Західне Франкське королівство, Східне Франкське королівство, Італійське королівство, Бургундія. Північ Італії належить Італійському королівству під владою франків, середню частину займає Папська область, герцогства на південь від Римської області незалежні, деякі області на півночі та на півдні належать Візантії, інші окупували сарацини. Піренейський півострів, окрім Королівства Астурія та Іспанської марки, займає Кордовський емірат. Північну частину Англії захопили дани, на півдні править Вессекс. Існують слов'янські держави: Перше Болгарське царство, Богемія, Моравія, Приморська Хорватія, Київська Русь. Паннонію окупували мадяри.
Аббасидський халіфат очолив аль-Муктадір, халіфат втрачає свою могутність. У Китаї триває період п'яти династій і десяти держав. Значними державами Індії є Пала, Пратіхара, Чола. В Японії триває період Хей'ан. На північ від Каспійського та Азовського морів існує Хозарський каганат.
Територію лісостепової України займає Київська Русь. У Північному Причорномор'ї співіснують різні кочові племена, зокрема хозари, алани, тюрки, угри, печеніги, кримські готи. Херсонес Таврійський належить Візантії.

## Події
- Київський князь Олег здійснив похід на Каспій через землі хозарів, які пропустили його за половину здобичі. Однак, коли військо русів поверталося, хозари напали на нього й завдали нищівної поразки. Князь Олег загинув, за легендою від укусу гадюки, що виповзла з черепа коня.
- Початок правління Ігора.
- Після смерті Лева VI василевсом Візантії став його брат Александр.
- Кордовський емірат очолив Абд Ар-Рахман III.

## Народились
- 23 листопада — Оттон I, перший імператор (з 962) Священної Римської Імперії

## Померли
- Олег Віщий — київський князь